# デイヴィッド・イングリング
デイヴィッド・ゴットリーブ・イングリング (David Gottlieb Yuengling、1808年3月2日 - 1877年9月27日）は、アメリカ合衆国の実業家、醸造家で、合衆国最古のブルワリーであるD・G・イングリング&サンの創業者。

## 生い立ち
彼は、ダヴィド・ゴットロプ・イングリング (David Gottlob Jüngling) として、1808年3月2日にヴュルテンベルク王国アルディンゲンに、ブルワリー経営者の息子として生まれた。兄ヤコブ (Jakob) が家業を継いだため、イングリングには限られた将来しか見通せなかった。そこで彼は、ロッテルダムを経由して、合衆国へ移民した。

## 経歴
無煙炭の産出が盛んだったペンシルベニア州ポッツビルにやってきたイングリングは、1829年にブルワリーを興し、イーグル・ブルワリー (Eagle Brewery) と名付けた。イングリングは当初、イギリス風のエールを製造していたが、後にドイツ風のラガーを導入した。
イングリングの息子、デイヴィッド・G・イングリング・ジュニア (David G. Yuengling, Jr.) も、後に自分の事業としてジェームズ・リバー・スティーム・ブルワリーを創業した。